# Wilfried David
Wilfried David, nacido en Brujas el 22 de abril de 1946 y fallecido en Wingene el 15 de junio de 2015, fue un ciclista belga que fue profesional entre 1968 y 1976. Durante su carrera deportiva consiguió 13 victorias, destacando la Vuelta en Bélgica de 1968, el Tour de Romandía de 1973 y una etapa al Tour de Francia (1973) y a la Vuelta en España (1971).

## Palmarés
| 1967 - Vuelta a Bélgica amateur 1968 - Vuelta a Bélgica - Vencedor de una etapa de la París-Niza 1970 - Omloop Mandel-Leie-Schelde 1971 - 2º de la Vuelta a España, más 1 etapa | 1972 - 1 etapa de la Vuelta a Suiza 1973 - Tour de Romandía y vencedor de una etapa - Bruselas-Ingooigem - 1 etapa del Tour de Francia - 1 etapa del Critèrium del Dauphiné Libéré 1976 - 1 etapa del Tour del Mediterráneo |

## Resultados en las grandes vueltas
| Carrera         | 1968 | 1969 | 1970 | 1971 | 1972 | 1973 | 1974 | 1975 | 1976 |
| --------------- | ---- | ---- | ---- | ---- | ---- | ---- | ---- | ---- | ---- |
| Giro de Italia  | -    | -    | -    | -    | -    | -    | -    | -    | -    |
| Tour de Francia | Ab.  | 27.º | -    | Ab.  | 41.º | 74.º | Ab.  | Ab.  | -    |
| Vuelta a España | -    | -    | -    | 2º   | -    | -    | -    | -    | -    |
| Mundial en Ruta | -    | -    | -    | -    | -    | -    | -    | -    | -    |